# Altes Schulhaus (Hambach)
Das alte Schulhaus ist ein denkmalgeschütztes Gebäude innerhalb von Neustadt an der Weinstraße.

## Lage
Das Bauwerk befindet sich im Stadtteil Hambach an der Weinstraße unmittelbar an der Deutschen Weinstraße.

## Geschichte

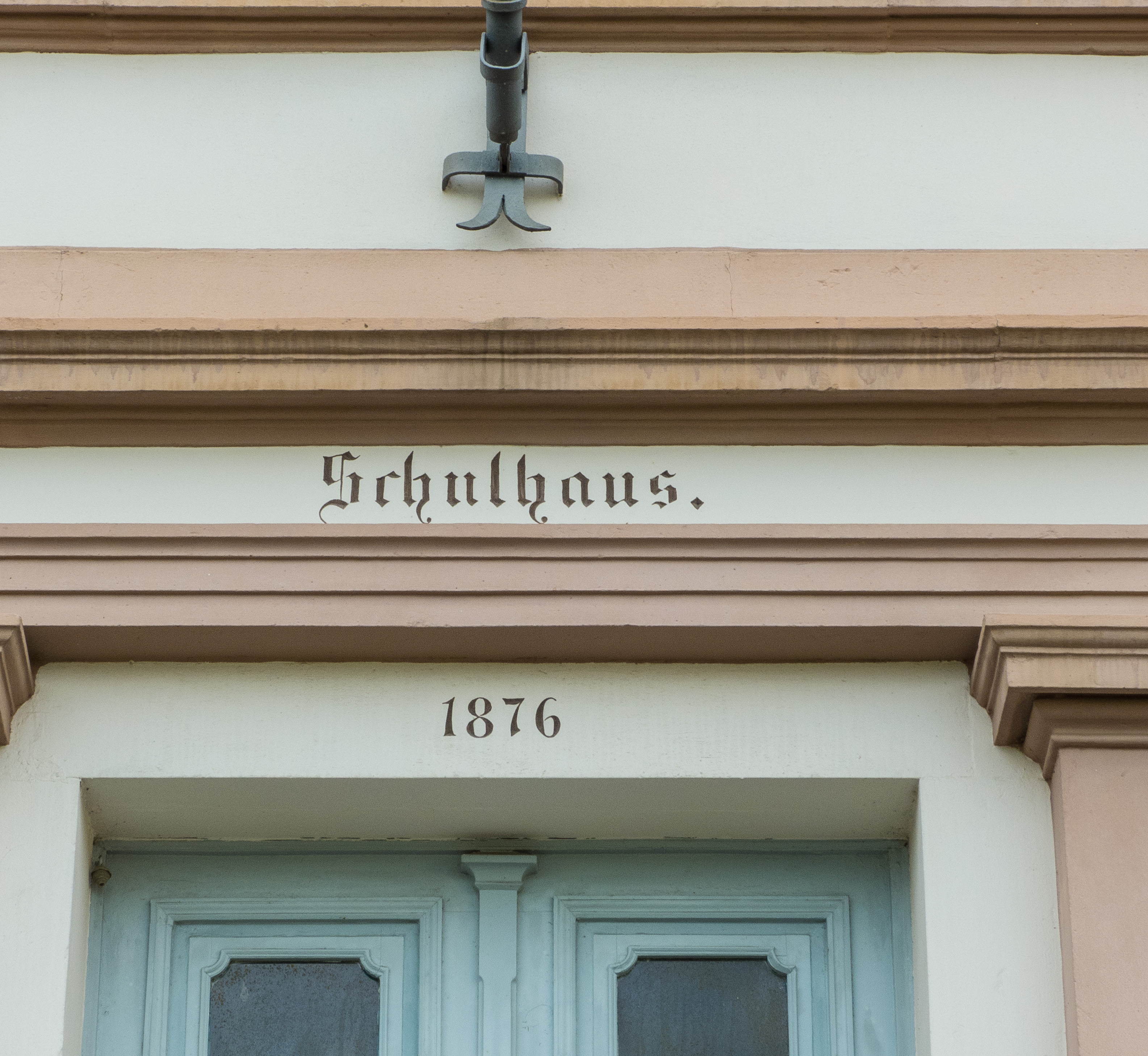
Türsturz

Das Gebäude, dessen Ausstattung ebenfalls unter Denkmalschutz steht, wurde 1876 im Stil eines spätklassizistischen Typenbaus mit Walmdach errichtet und fungierte in den ersten Jahrzehnten seines Bestehens als Schule; damit löste es das seit 1724 bestehende, weiter nördlich entlang der Weinstraße liegende Oberhambacher Schulhaus ab. Nach dem Zweiten Weltkrieg wurde die Dr.-Albert-Finck-Schule errichtet, wodurch das Gebäude seine ursprüngliche Funktion verlor. Mittlerweile dient es als Haus der Vereine.
Im Laufe der 2000er Jahre wurde am Bauwerk – wie bei vielen anderen innerhalb von Hambach – eine Infotafel mit der Überschrift Altes Schulhaus mit Turnhalle angebracht, die einen geschichtlichen Abriss über das Gebäude enthält.

## Gelände
Zum Gelände gehört die Turnhalle des Turnvereins Hambach 1891 e.V., die 1997 erweitert wurde.